# Bahnhof Yokokawa
Der Bahnhof Yokokawa (jap. 横川駅 Yokokawa-eki) ist ein Bahnhof auf der japanischen Insel Honshū. Er wird von der Bahngesellschaft JR East betrieben und befindet sich in der Präfektur Gunma auf dem Gebiet der Stadt Annaka, am Fuße des Usui-Passes. Ebenso ist er Standort des Erlebnisparks Usui-tōge Tetsudō Bunkamura.

## Verbindungen
Yokokawa ist die Endstation des östlichsten Abschnitts der Shin’etsu-Hauptlinie, der von JR East betrieben wird und nach Takasaki führt. Bis zur Stilllegung des westlich gelegenen Gebirgsbahnabschnitts über den Usui-Pass im Jahr 1997 war Yokokawa ein Zwischenbahnhof in Richtung Nagano und Niigata. Durchgehender Verkehr ist seither nicht mehr möglich.
Nahverkehrszüge mit Halt an allen Zwischenstationen fahren tagsüber in einem angenäherten Stundentakt nach Takasaki. Während der morgendlichen und abendlichen Hauptverkehrszeit wird das Angebot zu einem Halbstundentakt verdichtet. Als Ersatz für den stillgelegten Streckenabschnitt über den Usui-Pass betreibt die Gesellschaft JR Bus Kantō eine Buslinie entlang der Nationalstraße 18 nach Karuizawa. Hinzu kommt eine lokale Linie ins östlich gelegene Dorf Matsuida.

## Anlage
Der Bahnhof steht im Ortsteil Yokokawa in einem engen Tal, zwischen dem Fluss Usui im Süden und der alten Nakasendō-Straße im Norden. Während der Edo-Zeit befand sich an der Straße ein Kontrollpunkt, den alle Reisende passieren mussten; Reste davon sind erhalten geblieben. Westlich des Bahnhofs erstreckt sich der Erlebnispark Usui-tōge Tetsudō Bunkamura, der dem Thema Eisenbahnen gewidmet ist. Er befindet sich auf dem Gelände des ehemaligen Betriebsbahnhofs. In diesem waren die Schiebelokomotiven stationiert, die man den hier verkehrenden Züge vorspannte, damit sie die mit Zahnstange ausgestattete Steilstrecke hinauf zum Usui-Pass bewältigen konnten (die Neigung betrug bis zu 66,7 Promille). Folglich hielten in Yokokawa früher auch sämtliche Güter- und Schnellzüge.
Die ebenerdige Anlage ist von Osten nach Westen ausgerichtet und umfasst sieben Gleise, von denen zwei dem Personenverkehr dienen (mit einem weiteren Gleis dazwischen). Diese liegen am Hausbahnsteig an der Nord- und an einem Seitenbahnsteig an der Südseite, die beide teilweise überdacht sind. Eine gedeckte Fußgängerbrücke verbindet beide Bahnsteige miteinander und mit dem Empfangsgebäude. Hinzu kommen je zwei Abstellgleise an beiden Flanken. Unmittelbar am westlichen Ende der Anlage enden die drei zentralen Gleise stumpf; der weitere Verlauf der Strecke in Richtung Usui-Pass wird durch einen Parkplatz blockiert.
Im Fiskaljahr 2019 nutzten täglich durchschnittlich 208 Fahrgäste den Bahnhof.

## Bilder

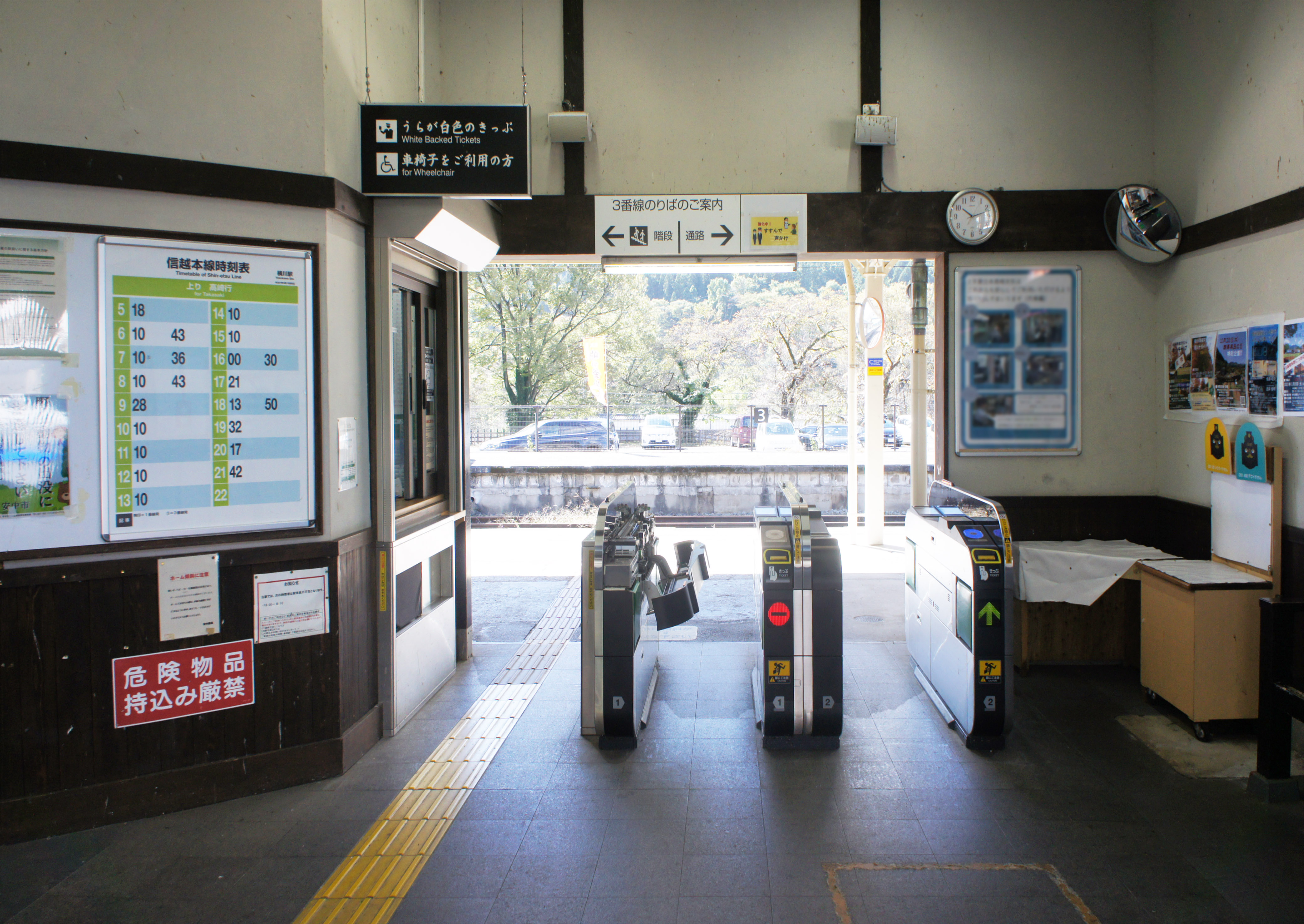
Bahnsteigsperre
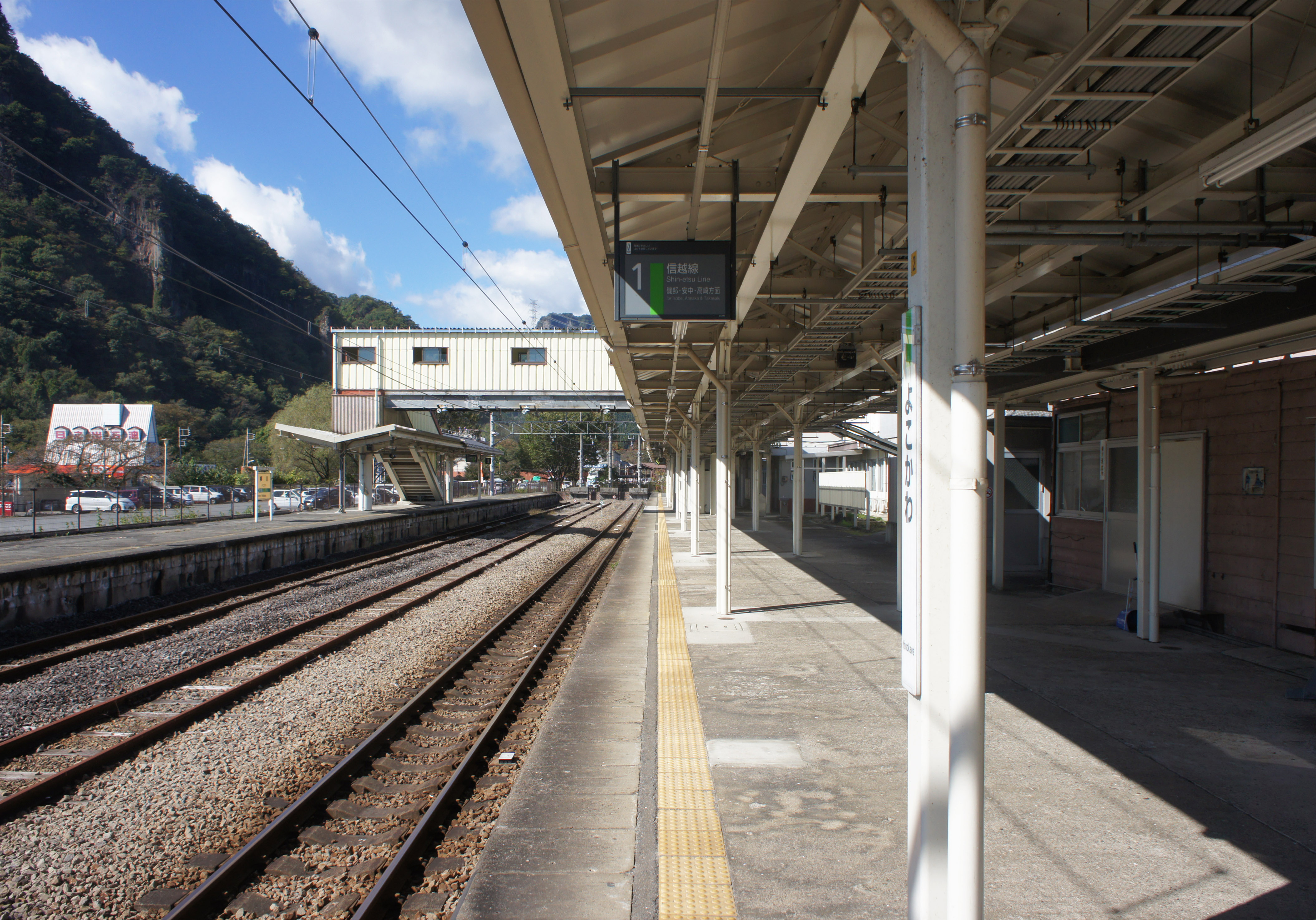
Bahnsteige und Fußgängerbrücke
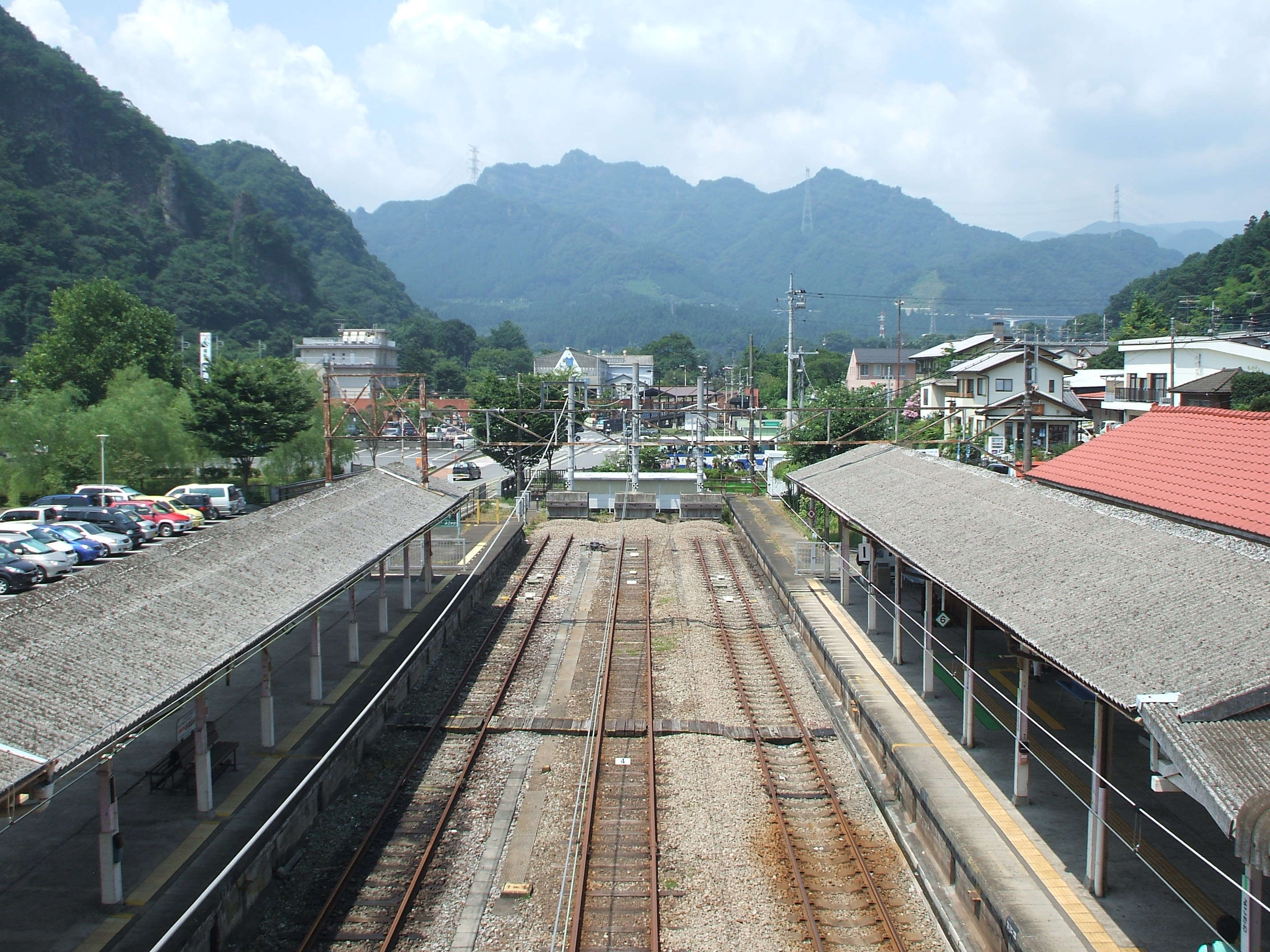
Blick in Richtung Usui-Pass
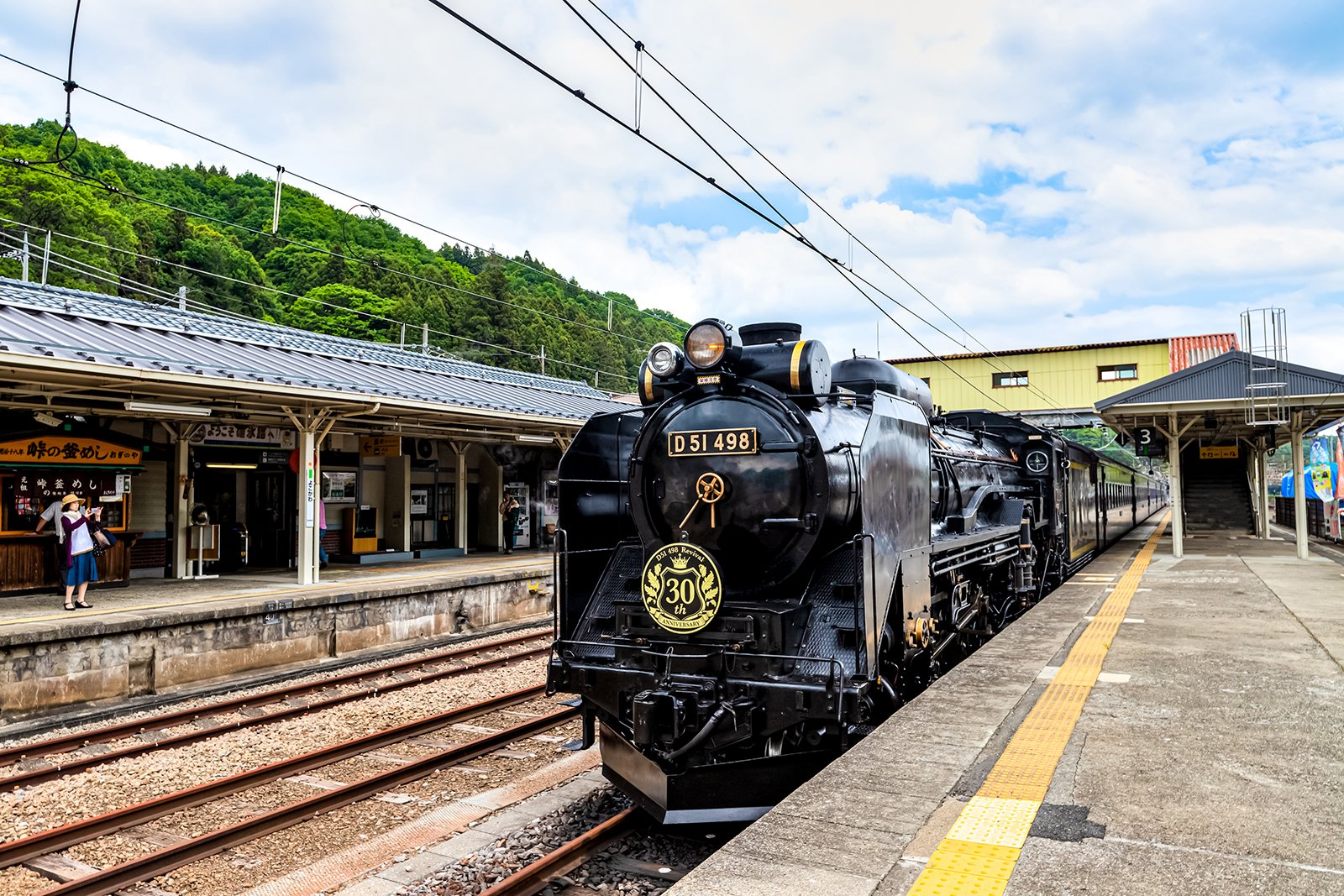
Abfahrbereiter Dampfsonderzug
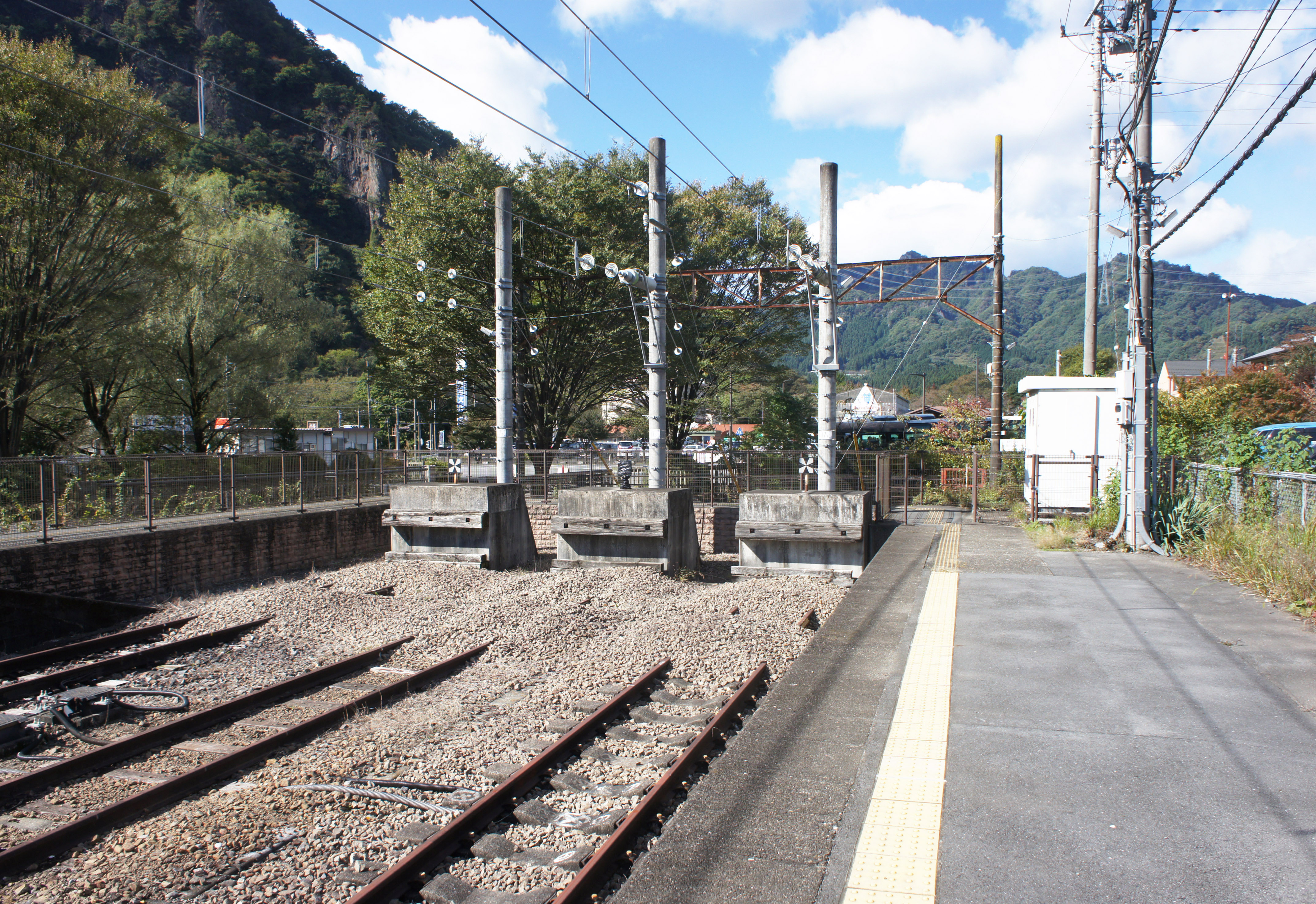
Streckenende

## Linien
| Verlauf der Shin’etsu-Hauptlinie |
| --- |
| Sektion Takasaki–Yokokawa: Takasaki • Kita-Takasaki • Gumma-Yawata • Annaka • Isobe • Matsuida • Nishi-Matsuida • Yokokawa Sektion Shinonoi–Nagano: Shinonoi • Imai • Kawanakajima • Amori • Nagano Sektion Naoetsu–Niigata: Naoetsu • Kuroi • Saigata • Dosokohama • Katamachi • Jōgehama • Kakizaki • Yoneyama • Kasashima • Ōmigawa • Kujiranami • Kashiwazaki • Ibarame • Yasuda • Kitajō • Echigo-Hirota • Nagatori • Tsukayama • Echigo-Iwatsuka • Raikōji • Maekawa • Miyauchi • Nagaoka • Kita-Nagaoka • Oshikiri • Mitsuke • Obiori • Tōkōji • Sanjō • Higashi-Sanjō • Honai • Kamo • Hanyūda • Tagami • Yashiroda • Furutsu • Niitsu • Satsukino • Ogikawa • Kameda • Echigo-Ishiyama • Niigata |

## Geschichte
Die staatliche Eisenbahnbehörde eröffnete den Bahnhof am 15. Oktober 1885, zusammen mit dem von Takasaki durch das Usui-Tal bis hierhin führenden Abschnitt der Shin’etsu-Hauptlinie. Viereinhalb Jahre lang war hier Endstation. Um die Zeit bis zur Fertigstellung des daran anschließenden Gebirgsbahnabschnitts über den Usui-Pass zu überbrücken, entstand eine Pferdebahn entlang der Passstraße, die erstmals am 5. September 1888 verkehrte. Nach zweijähriger Bauzeit ging der tunnel- und steigungsreiche Abschnitt zwischen Yokokawa und Karuizawa am 1. April 1893 in Betrieb, womit auch die Verbindung Takasaki–Naoetsu durchgehend befahrbar war. Am selben Tag erfolgte die Stilllegung der Pferdebahn. Trotz der Elektrifizierung der Strecke Yokokawa–Karuizawa am 11. Mai 1912 (eine der ersten auf einer japanischen Hauptbahn) war der Vorspannbetrieb weiterhin notwendig.
Am 15. Juni 1962 elektrifizierte die Japanische Staatsbahn den Talabschnitt Takasaki–Yokokawa. Sie eröffnete am 15. Juli 1963 eine neue zweigleisige Trasse am Usui-Pass, die parallel zur alten Zahnradstrecke verlief. Zwar war sie ebenfalls bis zu 66,7 Promille steil, aber für den Adhäsionsbetrieb optimiert, so dass das Rangieren von Lokomotiven in Yokokawa weitgehend entfallen konnte. Die alte Trasse wurde vorsichtshalber erst am 30. September desselben Jahres stillgelegt. Aus Rationalisierungsgründen stellte die Staatsbahn am 1. April 1982 den Güterumschlag ein, am 1. Februar 1984 auch die Gepäckaufgabe. Im Rahmen der Staatsbahnprivatisierung ging der Bahnhof am 1. April 1987 in den Besitz der neuen Gesellschaft JR East über. Aufgrund der Inbetriebnahme der Schnellfahrstrecke Hokuriku-Shinkansen legte JR East den 11,2 km langen Abschnitt Yokokawa–Karuizawa am 1. Oktober 1997 still; seither ist Yokokawa wieder ein Endbahnhof.